# Erythrura hyperythra
Il diamante del bambù (Erythrura hyperythra Reichenbach, 1863) è un uccello passeriforme della famiglia degli Estrildidi.

## Tassonomia
Se ne riconoscono sei sottospecie, distinte fra loro in base alle dimensioni del corpo e del becco ed all'intensità e all'estensione delle varie colorazioni:
- Erythrura hyperythra hyperythra, la sottospecie nominale, diffusa sull'isola di Giava;
- Erythrura hyperythra borneensis Sharpe, 1889, diffusa nella porzione settentrionale del Borneo;
- Erythrura hyperythra brunneiventris Ogylvie-Grant, 1894, diffusa nelle Filippine settentrionali;
- Erythrura hyperythra intermedia Hartert, 1896, diffusa nelle piccole Isole della Sonda;
- Erythrura hyperythra malayana Robinson, 1928, diffusa nella penisola malese;
- Erythrura hyperythra microrhyncha Stresemann, 1931, endemica di Sulawesi;

Un tempo si contavano altre due sottospecie (E. h. obscura ed E. h. ernstmeyri), le quali vengono invece attualmente considerate popolazioni appartenenti alle sottospecie elencate.
Il nome scientifico di questa specie deriva dall'unione delle parole greche ὑπὲρ (hyper, con significato di "superiore") ed ἐρυθρά (erythra, col significato di "rossa"), ed è traducibile all'incirca come "molto rossa", in riferimento alla maggiore estensione della colorazione rossa sul corpo rispetto alle altre specie congeneri.

## Distribuzione edhabitat
La specie occupa un areale piuttosto vasto, che comprende buona parte del sud-est asiatico: la si trova infatti nella penisola malese, nelle Filippine settentrionali e meridionali e sulle isole indonesiane di Borneo, Celebes, Giava, Bali, Lombok, Sumbawa e Flores.
L'habitat di questa specie, come intuibile dal nome, è rappresentato dalle foreste di bambù anche in quota, tuttavia questo uccello si dimostra molto adattabile e colonizza senza problemi anche le aree di foresta con presenza di spiazzi erbosi o cespugliosi.

## Descrizione

### Dimensioni
Misura circa 10 cm di lunghezza, coda compresa.

### Aspetto
L'aspetto è massiccio, tuttavia nel complesso piuttosto simile a quello di alcuni fringillidi.

Dorso, nuca, vertice, ali, fianchi e codione sono di colore verde scuro, mentre faccia, gola, petto e ventre solo di color rosso mattone, che sfuma nell'arancio sul sottocoda. 
Forehead and forecrown cobalt blue. Nel maschio attorno al becco è presente un anello di penne nere, mentre la fronte è di colore blu iridescente, colore che nella femmina è molto ridotto od assente, mentre manca l'anello nero attorno al becco ed in generale i colori sono meno vividi. In ambo i sessi gli occhi sono bruno scuro, le zampe di colore carnicino ed il becco nero.

## Biologia
Si tratta di uccelli che vivono solitari od in coppie e si muovono soprattutto all'alba o al tramonto, volando velocemente e con circospezione fra le canne di bambù.

### Alimentazione
Questi uccelli hanno abitudini essenzialmente granivore: la loro alimentazione infatti è costituita dai semi di bambù di varie specie, oltre in generale a tutti i semi che essi siano in grado di frantumare col forte becco. Durante la stagione riproduttiva può capitare che essi integrino la dieta con alimenti di origine animale, come piccoli insetti.

### Riproduzione
La riproduzione avviene dopo il completamento della muta, che a sua volta coincide con l'inizio della stagione umida; ambedue i sessi collaborano nella costruzione del nido, che viene ubicato nel folto della vegetazione, ha una forma sferica e viene edificato utilizzando principalmente pezzi di foglie, fili d'erba e materiale fibroso. All'interno del nido vengono deposte 3-4 uova, che ambo i genitori provvedono a covare per circa due settimane; sono sempre entrambi i partner ad accudire i piccoli, che sono pronti per l'involo a circa 3-4 settimane dalla schiusa. I nidiacei conservano il piumaggio giovanile di colore grigio-verdastro per circa 4-6 mesi, ossia fino a quando non avviene la prima muta e compaiono i caratteri sessuali secondari: tuttavia, essi non sono solitamente sessualmente maturi prima dell'ottavo mese di vita.